# جوش اندروز
جوش اندروز (بالإنجليزية: Josh Andrews)‏ هو لاعب كرة قدم أمريكية أمريكي، ولد في 21 يونيو 1991 في لوس أنجلوس في الولايات المتحدة.

## وصلات خارجية
- جوش اندروز على موقع مرجع كرة القدم المحترفة.كوم (الإنجليزية)